# Österåkers landsfiskalsdistrikt
Österåkers landsfiskalsdistrikt var 1918–1964 ett landsfiskalsdistrikt i Stockholms län, bildat när Sveriges indelning i landsfiskalsdistrikt trädde i kraft den 1 januari 1918, enligt beslut den 7 september 1917. Den 1 januari 1965 avskaffades i Sverige samtliga landsfiskaler och landsfiskalsdistrikt, och deras arbetsuppgifter delades upp på de nyskapade indelningarna polisdistrikt, åklagardistrikt och kronofogdedistrikt.
Landsfiskalsdistriktet låg under länsstyrelsen i Stockholms län.

## Ingående områden
När Sveriges nya indelning i landsfiskalsdistrikt trädde i kraft den 1 oktober 1941 (enligt kungörelsen den 28 juni 1941) tillfördes kommunerna Täby och Östra Ryd från Danderyds landsfiskalsdistrikt. Samtidigt överfördes Ljusterö landskommun till Värmdö landsfiskalsdistrikt. 1 januari 1948 ombildades Täby landskommun till Täby köping. När Sveriges nya indelning i landsfiskalsdistrikt trädde i kraft den 1 januari 1952 (enligt kungörelsen 1 juni 1951) ändrades distriktets omfattning. Den 1 januari 1959 (enligt beslut den 30 juni 1958) införlivades Ljusterö landskommun och Vaxholms stad från det upplösta Vaxholms landsfiskalsdistrikt.

### Från 1918
Åkers skeppslag:
- Ljusterö landskommun
- Riala landskommun
- Roslags-Kulla landskommun
- Österåkers landskommun

### Från 1 oktober 1941
Danderyds skeppslag:
- Täby landskommun
- Östra Ryds landskommun

Åkers skeppslag:
- Riala landskommun
- Roslags-Kulla landskommun
- Österåkers landskommun

### Från 1948
Danderyds skeppslag:
- Täby köping
- Östra Ryds landskommun

Åkers skeppslag:
- Riala landskommun
- Roslags-Kulla landskommun
- Österåkers landskommun

### Från 1 januari 1952
- Täby köping
- Österåkers landskommun

### Från 1 januari 1959
- Ljusterö landskommun
- Täby köping
- Vaxholms stad
- Österåkers landskommun